# Baron Morris
Baron Morris, of St. John’s in the Dominion of Newfoundland and of the City of Waterford, ist ein erblicher britischer Adelstitel in der Peerage of the United Kingdom.

## Verleihung
Der Titel wurde am 15. Januar 1918 für den Juristen und Politiker Sir Edward Morris geschaffen, anlässlich seines Ausscheidens aus dem Amt des Premierministers von Neufundland.
Heutiger Titelinhaber ist seit 2011 dessen Urenkel Thomas Morris als 4. Baron.

## Liste der Barone Morris (1918)
- Edward Morris, 1. Baron Morris (1859–1935)
- Michael Morris, 2. Baron Morris (1903–1975)
- Michael Morris, 3. Baron Morris (1937–2011)
- Thomas Morris, 4. Baron Morris (* 1982)

Titelerbe (Heir Presumptive) ist der Bruder des aktuellen Titelinhabers, Hon. James Morris (* 1983).